# Mai così vicini
Mai così vicini (And So It Goes) è un film del 2014 diretto da Rob Reiner con protagonisti Michael Douglas e Diane Keaton.

## Trama
Oren Little, brillante agente immobiliare, dopo aver perso la moglie Sarah Elizabeth, cerca di vendere la sua stessa casa al miglior offerente. In attesa della vendita, vive in un piccolo appartamento, di sua proprietà, situato in un complesso residenziale. Qui vivono Leah, vedova e cantante in un nightclub, e altri vicini che mal sopportano l'atteggiamento scontroso di Oren. La situazione si complica ulteriormente quando si presenta Luke, figlio di Oren, con un passato di tossicodipendenza alle spalle. Luke chiede al padre di occuparsi della piccola Sarah, sua figlia, nel periodo in cui lui sarà in carcere, nonostante sia innocente. Dopo un iniziale rifiuto, Oren accetta di dedicarsi alla nipote. Tra la piccola Sarah e Leah scatta subito un'autentica complicità, che metterà a disagio il burbero Oren. Leah si prende cura della bambina, mentre Oren si mette alla ricerca della madre di Sarah, grazie anche all'aiuto di un vicino di casa detective. La madre della bimba viene trovata: si chiama Rita ed è una tossicodipendente. Oren porta Sarah da lei, con l'intenzione di sbarazzarsi della bambina, ma, una volta conosciute le condizioni in cui si trova la donna, si ravvede e riporta con sé la piccola. Intanto, tra Oren e Leah inizia a nascere un rapporto fatto di complicità e attrazione che li porterà ben presto a legarsi. A poco a poco tutto nella vita di Oren cambia: la sua casa viene venduta, l'affetto di Sarah e Leah lo conquistano, facendolo sciogliere lentamente. Luke esce presto di prigione, grazie ad un avvocato assunto dal padre. Oren, però, ha già preso la decisione di trasferirsi nel Vermont. Qualcosa, invece, gli fa cambiare idea e torna sui suoi passi. L'amore per Leah, l'affetto per la nipote e per il figlio Luke, renderanno Oren più “umano”, così come lo definirà la stessa Leah.

## Produzione
Il budget del film è stato di circa 30 milioni di dollari.
Le riprese del film iniziano l'11 giugno 2013 e si svolgono a Manchester (Regno Unito) e negli stati del Connecticut (tra Bridgeport, Southport, Bristol, Greenwich) e della California (a Los Angeles e Santa Monica).

### Cast
Il ruolo di Leah fu inizialmente offerto all'attrice Sissy Spacek, ma dopo il suo rifiuto, la parte è andata a Diane Keaton.

## Distribuzione
Il primo trailer del film viene diffuso il 9 maggio 2014 insieme al poster ufficiale.
La pellicola è stata distribuita nelle sale cinematografiche statunitensi a partire dall'11 luglio 2014, mentre in quelle italiane il 10 luglio.

### Divieto
Il film è stato vietato ai minori di 13 anni negli Stati Uniti d'America per la presenza di droga e riferimenti sessuali.